# Trisapromyza pictipes
Trisapromyza pictipes är en tvåvingeart som först beskrevs av Becker 1919.  Trisapromyza pictipes ingår i släktet Trisapromyza och familjen lövflugor.
Artens utbredningsområde är Ecuador. Inga underarter finns listade i Catalogue of Life.